# Constantiodes pyralina
Constantiodes pyralina är en fjärilsart som beskrevs av George Francis Hampson 1916. Constantiodes pyralina ingår i släktet Constantiodes och familjen nattflyn. Inga underarter finns listade i Catalogue of Life.